# Solana de los Barros
Solana de los Barros ist eine Kleinstadt und eine Gemeinde (municipio) mit 2.542 Einwohnern (Stand: 2024) im Zentrum der spanischen Provinz Badajoz in der Autonomen Gemeinschaft Extremadura. Neben dem Hauptort Solana de los Barros gehören die Ortschaften Cortegana und Retamal zur Gemeinde.

## Lage
Solana de los Barros liegt etwa 50 Kilometer ostsüdöstlich der Provinzhauptstadt Badajoz in einer Höhe von ca. 265 m. Das Klima im Winter ist gemäßigt, im Sommer dagegen warm bis heiß; die eher geringen Niederschlagsmengen (ca. 448 mm/Jahr) fallen – mit Ausnahme der nahezu regenlosen Sommermonate – verteilt übers ganze Jahr.

## Bevölkerungsentwicklung
| Jahr      | 1970 | 1981 | 1991 | 2001 | 2011 | 2021 |
| Einwohner | 2774 | 2805 | 2830 | 2793 | 2797 | 2575 |

Der nur leichte Bevölkerungsrückgang in der zweiten Hälfte des 20. Jahrhunderts ist im Wesentlichen auf die Mechanisierung der Landwirtschaft und den daraus resultierenden Verlust von Arbeitsplätzen zurückzuführen.

## Sehenswürdigkeiten
- Magdalenenkirche (Iglesia de Santa María Magdalena)

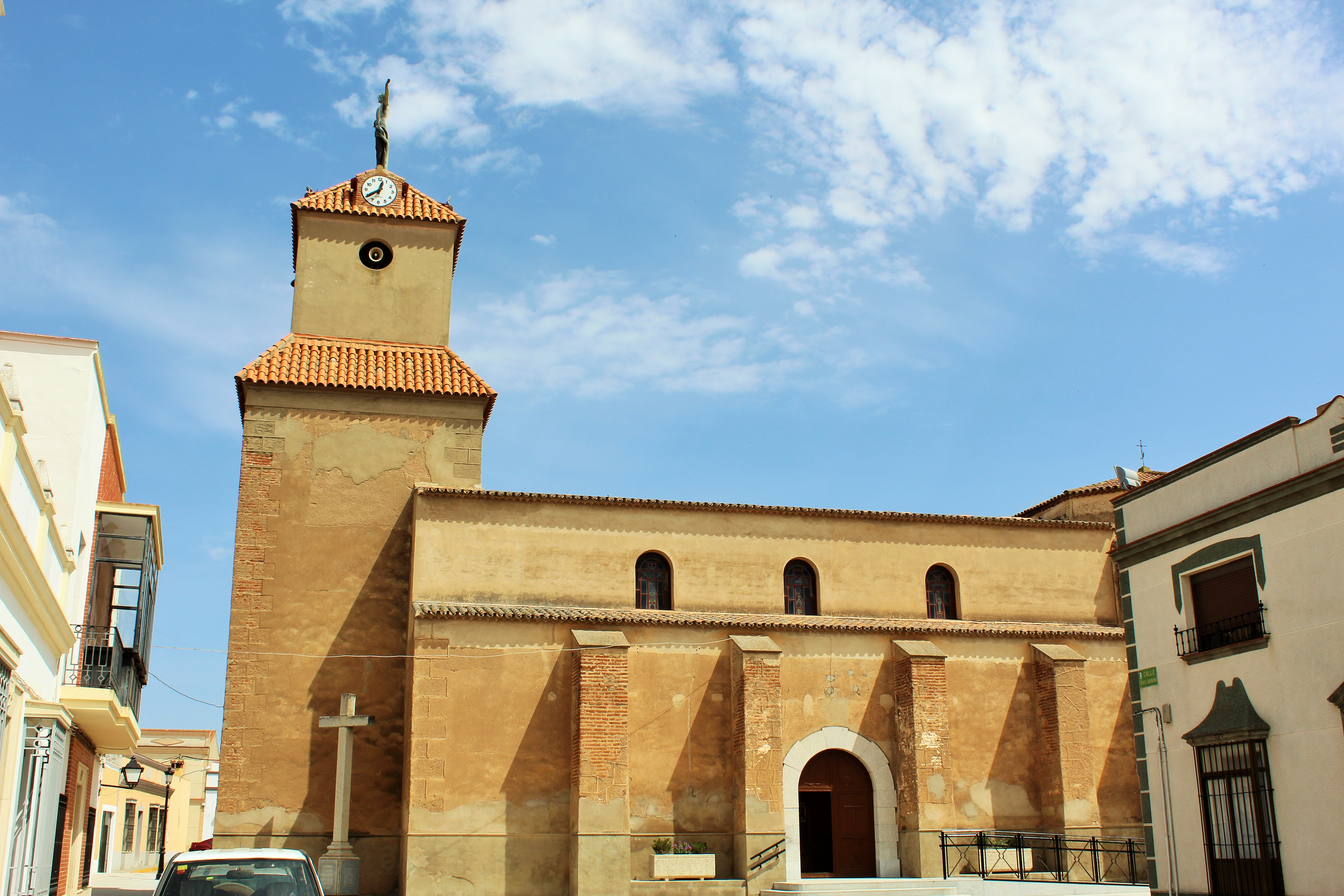
Kirche
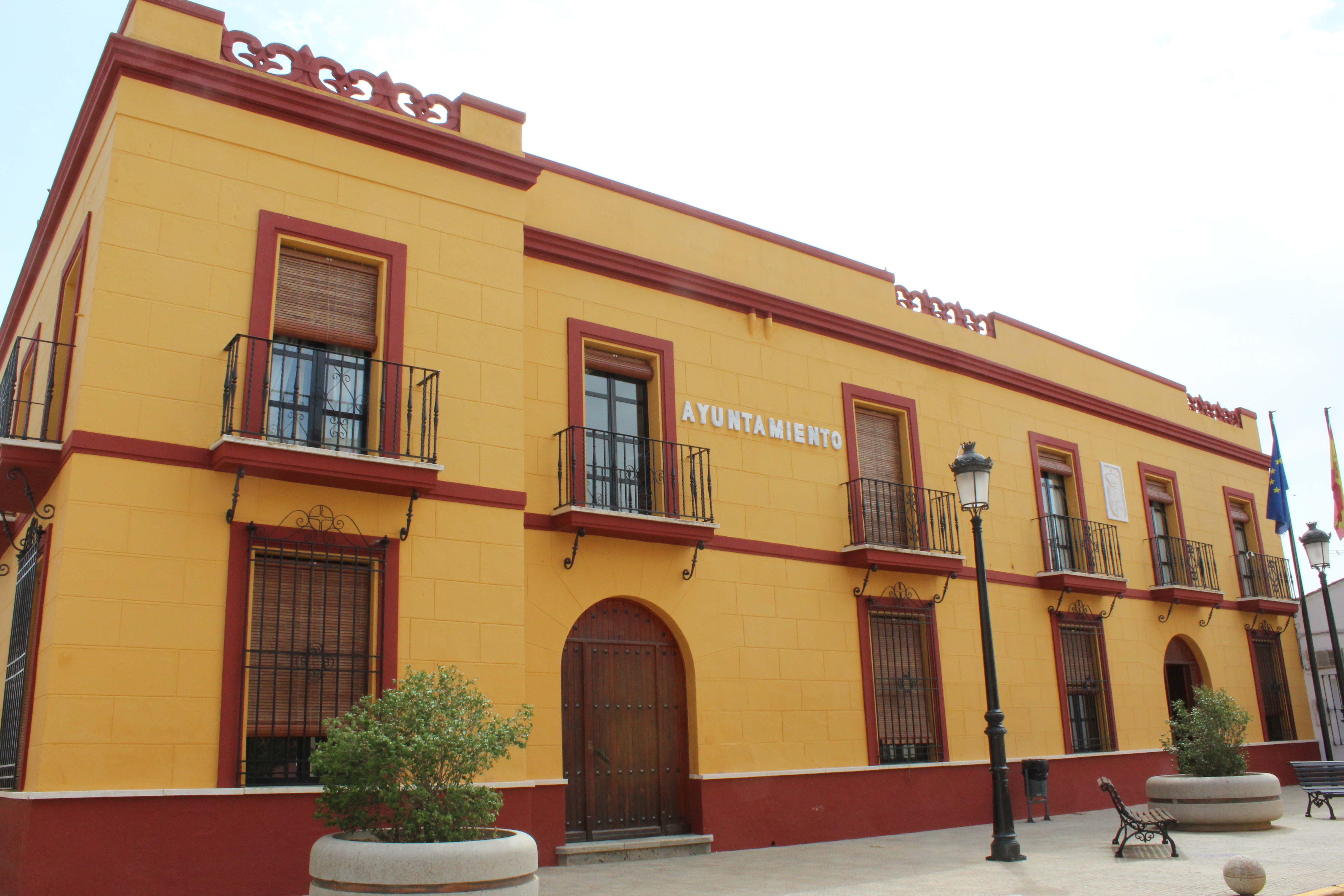
Rathaus